# لجنة نوبل

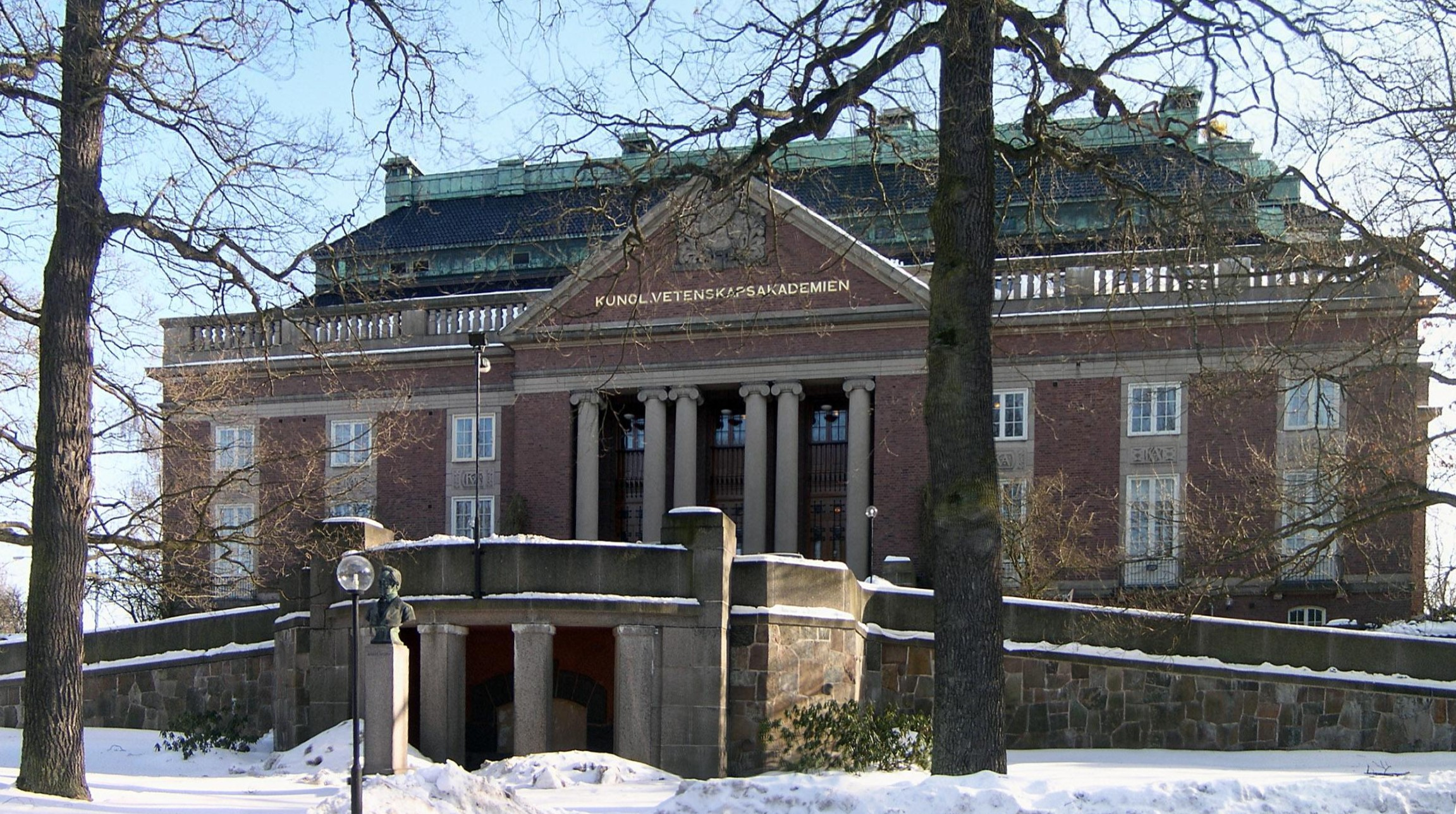
تقع لجان نوبل في الكيمياء والفيزياء والاقتصاد في الأكاديمية الملكية السويدية للعلوم

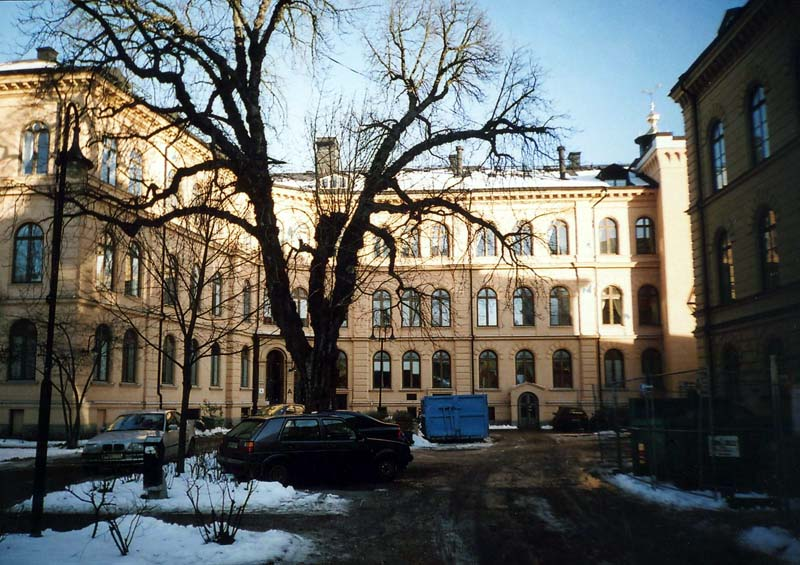
تقع لجنة نوبل الطب في معهد كارولنسكا

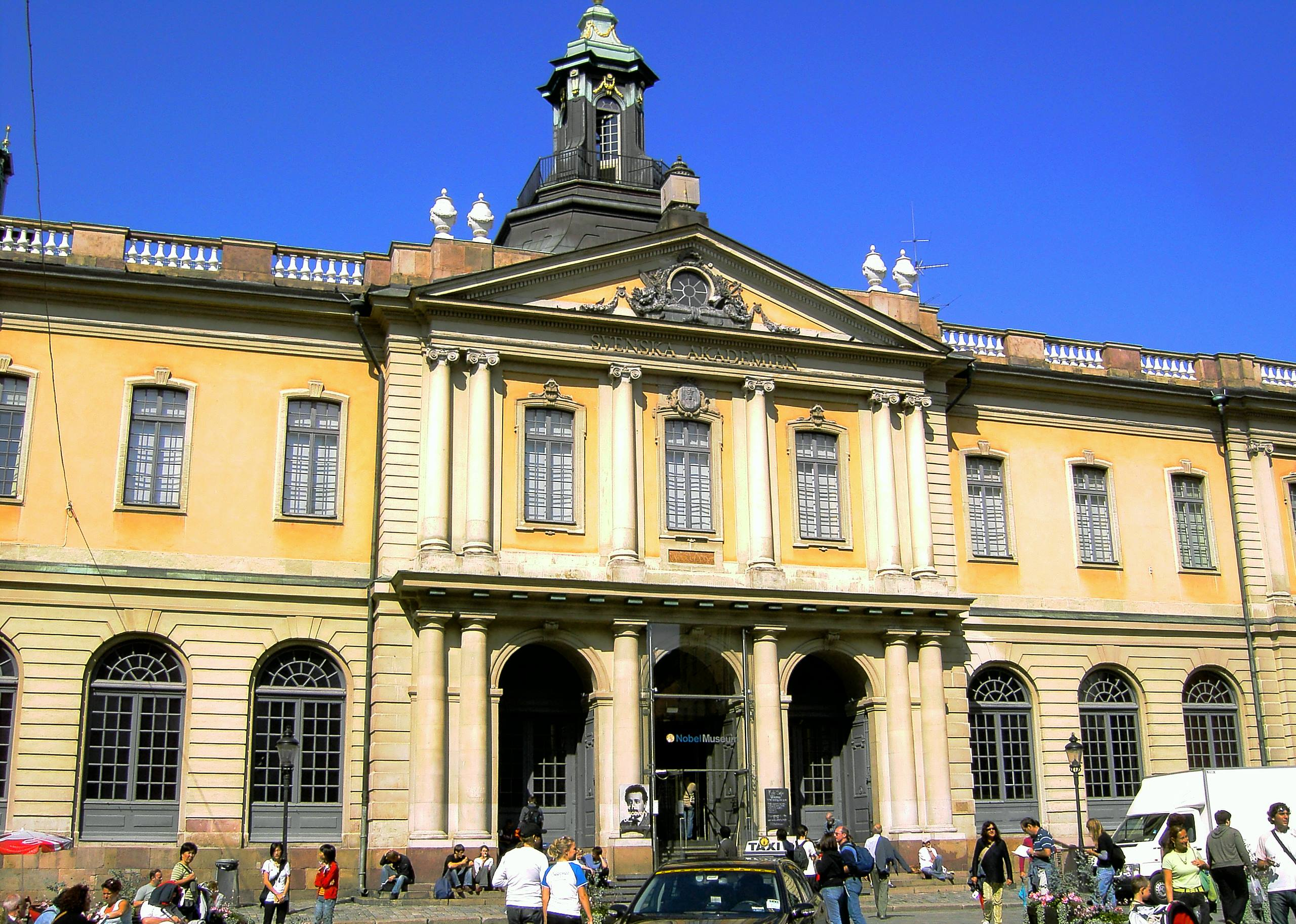
تقع لجنة نوبل في الأدب في الأكاديمية السويدية

لجنة نوبل هي هيئة مسؤولة عن معظم الأعمال في عملية اختيار الفائزين بجائزة نوبل. يوجد هنالك خمس لجان نوبل وكل لجنة مسؤولة عن جائزة.
أربع لجان لجوائز نوبل في الفيزياء والكيمياء والطب والأدب يعملون سويًا مع المؤسسات المانحة وهي الأكاديمية الملكية السويدية للعلوم ومعهد كارولنسكا والأكاديمية السويدية. تتخذ هذه اللجان قائمة بالمرشحين ويحدد الفائز في تجمع أكاديمي أكبر في الفيزياء والكيمياء والأدب بالإضافة لخمسين عضوًا من جمعية نوبل في معهد كارولينسكا لجائزة نوبل في الطب.
أما الجائزة الخامسة في السلام فتتولي اللجنة النرويجية لجائزة نوبل مسؤولية ترشيح واختيار الفائزين.